# UMA!
UMA!, vertaald VROUW!, ook wel Sranan Uma/Uma Suriname, voorheen Women & Girls Empowerment Network, is een Surinaamse niet-gouvernementele organisatie die zich richt op ontwikkeling en empowerment van vrouwen.
UMA! werd op 2 maart 2015 gelanceerd en heette aanvankelijk Women & Girls Empowerment Network. Er werd toen een Empowerment en Awareness Week georganiseerd met discussies en activiteiten. Als afsluiting was er een conferentie in het Lalla Rookh Theater op 8 maart, de internationale dag van de vrouw.
De organisatie heeft een platform met een internationaal netwerk. De oprichters waren Erna Aviankoi, Suzette Dumfries, Jennifer Baarn en Mireille Liong A Kong die zich verspreid over de wereld bevonden in Suriname, Dubai, Tanzania en de VS. Rond 2022 is de drijvende kracht voorzitster Sheila Mijnals ondersteund door vrijwilligers. UMA! organiseert workshops en trainingen om vrouwen weerbaarder te maken. Onderwerpen zijn onder meer ondernemerschap en seksualiteit, maar ook beter leren communiceren in relaties met het doel om huiselijk geweld terug te dringen. Ook publiceert de organisatie ingezonden ideële advertorials in Surinaamse media.
De versterking van vrouwen is aldus de organisatie nodig omdat vrouwen door de sociaal-economische instabiliteit in Suriname het hardst getroffen worden, terwijl ze door hun rol binnen en buiten het gezin een belangrijke bijdrage leveren in de samenleving. Daarom wil ze vrouwen bewust maken van hun rol en potenties.